# William Barnes
William Barnes, född den 22 februari 1801 i Dorsetshire, död den 7 oktober 1886, var en engelsk folkskald och språkforskare.
Barnes blev 1862 kyrkoherde i Winterborne Came, vid Dorchester. Han grundlade sitt rykte som skald genom diktsamlingen Poems of rural life in the Dorset dialect (1844, 4:e upplagan 1866) och utgav därefter två andra dylika samlingar. Dessa dikter skildrar på folkets egen dialekt folklivet i skaldens hemort. Utom smärre uppsatser över Dorset-dialekten författade han en mängd avhandlingar i jämförande språkvetenskap.